# Фортрес
Фортрес или Fortress (в превод крепост) е музикална група от Австралия в стил RAC, съществувала в периода 1991 – 2007 г. Образувана е със съдействие на бялата расистка групировка Hammerskins, от техния клон в Мелбърн – „Southern Cross Hammer Skins“. Групата издава общо пет свои компактдиска от създаването си през 1991 г. и участва активно в сътрудничество с други неонационалсоциалистически групи от Великобритания и САЩ, което води до издаването на няколко други албума. Фортес участва на неонационалсоциалистически концерти в Швеция, Германия, Англия, Унгария, Швейцария, Италия и Финландия, както и Австралия. Отделни членове на групата участват в представления в САЩ.

## Дискография
Студийни албуми
- 1992 – „Fortress“ (Rock-O-Rama Records)[1]
- 1993 – „Seize The Day“ (Victory Records)[1]
- 1996 – „Into Legend“ (Resistance Records)[1]
- 1999 – „The Fires Of Our Rage“ (Great White Productions)[1]
- 2005 – „Live At Bar '33 – Helsinki, Finland“ (Micetrap Records)[1]
- 2009 – „Eiserne Garde / Fortress – Eiserne Garde / Fortress“ (Streetfight Versand)[1]
- 2018 – „Brothers Of The Storm“ (Front Records)[1]

Сингли и EP-та
- 1996 – „Fortress & Brutal Attack – The Garrison C.D.“ (Nordland)[1]
- 1999 – „The Bell Tolls“ (Subzero Records)[1]
- 2021 - „Orion“ (Rebel Records)

Компилации
- 1998 – „Victory Or Valhalla: Seize The Day / Fortress I“ (Great White Productions)[1]
- 2015 – „Our War“ (Not On Label)[1]
- 2016 – „Defenders Of The Faith“ (Front Records)[1]
- 2016 – „Fortress“ (Great White Productions)[1]

Видео
- 2008 – „Bully Boys & Fortress – Live In Australia '04 ISD Memorial Gig“ (Rage Records)[1]